# Peter Vermes
Peter Joseph Vermes (Willingboro, Nueva Jersey, 21 de noviembre de 1966) es un futbolista estadounidense de origen neerlandés que jugó para la selección de fútbol de Estados Unidos en la Copa Mundial de Fútbol de 1990. Actualmente sin club.
Peter Vermes, figura como miembro de la National Soccer Hall of Fame desde el año 2013.

## Selección nacional
Jugó 66 partidos con la selección estadounidense y anotó 11 goles. Disputó el Mundial de 1990 en Italia, la Copa de Oro de la Concacaf 1991 y 1993, los Juegos Olímpicos de 1988, la Copa América 1993, y la Copa Rey Fahd 1992. 
También integró la selección de fútbol sala de los Estados Unidos que compitió en la Copa Mundial de 1989.

## Clubes

### Como jugador
| Club                | País           | Año       |
| ------------------- | -------------- | --------- |
| New Jersey Eagles   | Estados Unidos | 1988      |
| Győri               | Hungría        | 1989      |
| Voldendam           | Países Bajos   | 1990      |
| Tampa Bay Rowdies   | Estados Unidos | 1991      |
| Figueres            | España         | 1991-1995 |
| New York Fever      | Estados Unidos | 1995      |
| MetroStars          | Estados Unidos | 1996-1997 |
| Colorado Rapids     | Estados Unidos | 1997-2000 |
| Kansas City Wizards | Estados Unidos | 2000-2002 |

### Como entrenador
| Club                 | País           | Año         |
| -------------------- | -------------- | ----------- |
| Sporting Kansas City | Estados Unidos | 2009 - 2025 |

## Estadísticas como entrenador
| Equipo                              | Div.              | Temporada         | Liga | Liga | Liga | Liga | Liga |    | Copa | Copa | Copa | Copa |    | Internacional | Internacional | Internacional | Internacional | Internacional |   | Otros | Otros | Otros | Otros |     | Totales     | Totales | Totales | Totales | Totales | Totales | Totales | Totales | Totales |
| Equipo                              | Div.              | Temporada         | PD   | G    | E    | P    | Pos. | PD | G    | E    | P    | PD   | G  | E             | P             | Pos.          | PD            | G             | E | P     | PD    | G     | E     | P   | Rendimiento | GF      | GC      | Dif.    |         |         |         |         |         |
| ----------------------------------- | ----------------- | ----------------- | ---- | ---- | ---- | ---- | ---- | -- | ---- | ---- | ---- | ---- | -- | ------------- | ------------- | ------------- | ------------- | ------------- | - | ----- | ----- | ----- | ----- | --- | ----------- | ------- | ------- | ------- | ------- | ------- | ------- | ------- | ------- |
| Sporting Kansas City Estados Unidos | 1.ª               | 2009              | 12   | 3    | 3    | 6    | 13.º | -  | -    | -    | -    | -    | -  | -             | -             | -             | -             | -             | - | -     | 12    | 3     | 3     | 6   | 33.33%      | 13      | 17      | -4      |         |         |         |         |         |
| Sporting Kansas City Estados Unidos | 1.ª               | 2010              | 30   | 11   | 6    | 13   | 9.º  | -  | -    | -    | -    | -    | -  | -             | -             | -             | -             | -             | - | -     | 30    | 11    | 6     | 13  | 43.34%      | 36      | 35      | +1      |         |         |         |         |         |
| Sporting Kansas City Estados Unidos | 1.ª               | 2011              | 34   | 13   | 12   | 9    | 5.º  | 2  | 1    | 0    | 1    | -    | -  | -             | -             | -             | 3             | 2             | 0 | 1     | 39    | 16    | 12    | 11  | 51.29%      | 57      | 44      | +13     |         |         |         |         |         |
| Sporting Kansas City Estados Unidos | 1.ª               | 2012              | 34   | 18   | 9    | 7    | 2.º  | 5  | 4    | 1    | 0    | -    | -  | -             | -             | -             | 2             | 1             | 0 | 1     | 41    | 23    | 10    | 8   | 64.23%      | 54      | 32      | +22     |         |         |         |         |         |
| Sporting Kansas City Estados Unidos | 1.ª               | 2013              | 34   | 17   | 7    | 10   | 2.º  | 2  | 1    | 0    | 1    | -    | -  | -             | -             | -             | 5             | 2             | 2 | 1     | 41    | 20    | 9     | 12  | 56.1%       | 56      | 36      | +30     |         |         |         |         |         |
| Sporting Kansas City Estados Unidos | 1.ª               | 2014              | 34   | 14   | 7    | 13   | 10.º | 2  | 1    | 0    | 1    | 6    | 3  | 2             | 1             | 1/4           | 1             | 0             | 0 | 1     | 43    | 18    | 9     | 16  | 48.84%      | 59      | 52      | +7      |         |         |         |         |         |
| Sporting Kansas City Estados Unidos | 1.ª               | 2015              | 34   | 14   | 9    | 11   | 10.º | 5  | 4    | 1    | 0    | 4    | 2  | 1             | 1             | FG            | 1             | 0             | 1 | 0     | 44    | 20    | 12    | 12  | 54.54%      | 71      | 56      | +15     |         |         |         |         |         |
| Sporting Kansas City Estados Unidos | 1.ª               | 2016              | 34   | 13   | 8    | 13   | 8.º  | 2  | 1    | 0    | 1    | 4    | 1  | 1             | 2             | FG            | 1             | 0             | 0 | 1     | 41    | 15    | 9     | 17  | 43.91%      | 51      | 54      | -3      |         |         |         |         |         |
| Sporting Kansas City Estados Unidos | 1.ª               | 2017              | 34   | 12   | 13   | 9    | 11.º | 5  | 4    | 1    | 0    | -    | -  | -             | -             | -             | 1             | 0             | 0 | 1     | 40    | 16    | 14    | 10  | 51.67%      | 52      | 32      | +20     |         |         |         |         |         |
| Sporting Kansas City Estados Unidos | 1.ª               | 2018              | 34   | 18   | 8    | 8    | 3.º  | 3  | 2    | 0    | 1    | -    | -  | -             | -             | -             | 4             | 1             | 2 | 1     | 41    | 21    | 10    | 10  | 59.35%      | 79      | 57      | +22     |         |         |         |         |         |
| Sporting Kansas City Estados Unidos | 1.ª               | 2019              | 34   | 10   | 8    | 16   | 21.º | 1  | 0    | 0    | 1    | 6    | 3  | 0             | 3             | 1/2           | -             | -             | - | -     | 41    | 13    | 8     | 20  | 38.21%      | 61      | 83      | -22     |         |         |         |         |         |
| Sporting Kansas City Estados Unidos | 1.ª               | 2020              | 21   | 12   | 3    | 6    | 8.º  | 5  | 2    | 1    | 2    | -    | -  | -             | -             | -             | 2             | 0             | 1 | 1     | 28    | 14    | 5     | 9   | 55.95%      | 47      | 38      | +9      |         |         |         |         |         |
| Sporting Kansas City Estados Unidos | 1.ª               | 2021              | 34   | 17   | 7    | 10   | 4.º  | -  | -    | -    | -    | -    | -  | -             | -             | -             | 2             | 1             | 0 | 1     | 36    | 18    | 7     | 11  | 56.48%      | 62      | 43      | +19     |         |         |         |         |         |
| Sporting Kansas City Estados Unidos | 1.ª               | 2022              | 34   | 11   | 7    | 16   | 22.º | 4  | 3    | 1    | 0    | -    | -  | -             | -             | -             | -             | -             | - | -     | 38    | 14    | 8     | 16  | 43.86%      | 54      | 55      | -1      |         |         |         |         |         |
| Sporting Kansas City Estados Unidos | 1.ª               | 2023              | 34   | 12   | 8    | 14   | 15.º | 2  | 1    | 0    | 1    | 3    | 1  | 1             | 1             | 1/16          | 4             | 2             | 1 | 1     | 43    | 16    | 10    | 17  | 44.96%      | 62      | 62      | +0      |         |         |         |         |         |
| Sporting Kansas City Estados Unidos | 1.ª               | 2024              | 34   | 8    | 7    | 19   | 27.º | 5  | 4    | 0    | 1    | 3    | 1  | 0             | 2             | 1/16          | -             | -             | - | -     | 42    | 13    | 7     | 22  | 36.51%      | 65      | 78      | -13     |         |         |         |         |         |
| Sporting Kansas City Estados Unidos | 1.ª               | 2025              | 6    | 0    | 1    | 5    | Inc. | -  | -    | -    | -    | 2    | 0  | 0             | 2             | 1ªR           | -             | -             | - | -     | 8     | 0     | 1     | 7   | 4.17%       | 7       | 16      | -9      |         |         |         |         |         |
| Consolidado Total                   | Consolidado Total | Consolidado Total | 511  | 203  | 123  | 185  | -    | 43 | 28   | 5    | 10   | 28   | 11 | 5             | 12            | -             | 26            | 9             | 7 | 10    | 608   | 251   | 140   | 217 | 48.96%      | 886     | 790     | +96     |         |         |         |         |         |
| 1. 2. 3.                            |                   |                   |      |      |      |      |      |    |      |      |      |      |    |               |               |               |               |               |   |       |       |       |       |     |             |         |         |         |         |         |         |         |         |

### Resumen por competiciones
| Competición                      | Partidos | Ganados | Empatados | Perdidos | Ganados % |
| -------------------------------- | -------- | ------- | --------- | -------- | --------- |
| MLS                              | 511      | 203     | 123       | 185      | 47.75%    |
| MLS Cup                          | 26       | 9       | 7         | 10       | 43.59%    |
| US Open Cup                      | 38       | 26      | 4         | 8        | 71.93%    |
| MLS is Back                      | 5        | 2       | 1         | 2        | 46.67%    |
| Liga de Campeones de la Concacaf | 22       | 9       | 4         | 9        | 46.97%    |
| Leagues Cup                      | 6        | 2       | 1         | 3        | 38.89%    |
| TOTAL                            | 608      | 251     | 140       | 217      | 48.96%    |

## Palmarés

### Como jugador

#### Campeonatos nacionales
| Título                 | Club                 | País           | Año  |
| ---------------------- | -------------------- | -------------- | ---- |
| MLS Cup                | Sporting Kansas City | Estados Unidos | 2000 |
| MLS Supporters' Shield | Sporting Kansas City | Estados Unidos | 2000 |

### Como entrenador

#### Campeonatos nacionales
| Título                   | Club                 | País           | Año  |
| ------------------------ | -------------------- | -------------- | ---- |
| Lamar Hunt U.S. Open Cup | Sporting Kansas City | Estados Unidos | 2012 |
| MLS Cup                  | Sporting Kansas City | Estados Unidos | 2013 |
| Lamar Hunt U.S. Open Cup | Sporting Kansas City | Estados Unidos | 2015 |
| Lamar Hunt U.S. Open Cup | Sporting Kansas City | Estados Unidos | 2017 |

### Distinciones individuales
| Distinción                                 | Año  |
| ------------------------------------------ | ---- |
| Futbolista del Año en Estados Unidos       | 1988 |
| Defensor del año de la Major League Soccer | 2000 |
| Major League Soccer All-Star Game          | 2000 |
| National Soccer Hall of Fame               | 2013 |
| MLS Sporting Executive of the Year         | 2019 |